# آلفا رومئو ۸سی کومپتزیون
آلفارومئو ۸سی کومپتزیون (به انگلیسی: Alfa Romeo 8C Competizione) خودرویی است که از سال ۲۰۰۷ تا ۲۰۰۹ (کوپه) به تعداد ۵۰۰ دستگاه و ۲۰۰۸–۲۰۱۰ (رودستر) در مودنا، ایتالیا و مازراتی تولید شده‌است.
این خودرو در کلاس خودرو اسپورت قرار گرفته، طراحی آن خودروهای موتور جلو-محور عقب بوده طول آن در حالت طبیعی ۴٬۳۸۱ میلیمتر (۱۷۲٫۵ اینچ)، عرض آن در حالت طبیعی ۱٬۸۹۴ میلیمتر (۷۴٫۶ اینچ) و ارتفاع آن در حالت طبیعی ۱٬۳۴۱ میلیمتر (۵۲٫۸ اینچ) و وزن آن در حالت طبیعی ۱٬۵۸۵ کیلوگرم (۳٬۴۹۴ پوند) است. سیستم جعبه‌دندهٔ آن ۶ دنده به دو صورت خودکار و دستی است.